# 马来西亚皇家关税局
马来西亚皇家关税局，缩写为RMC，是马来西亚财政部旗下的关税机构。现任总监是拿督斯里帕蒂阿都哈林，现任副总监是拿督阿都哈林, 其总部设在行政首都布城内。